# Mario & Wario
Mario & Wario (マリオとワリオ Mario to Wario) es un videojuego desarrollado por Game Freak y distribuido por Nintendo para Super Famicom (Super Nintendo en Norteamérica y en Europa). Salió al mercado el 27 de agosto de 1993 y fue desarrollado en exclusiva en Japón, aunque a pesar de ello el juego está completamente en inglés.
Mario & Wario es uno de los pocos juegos de Super Famicom (SNES) que utilizan el "Ratón de Super Famicom (SNES)" como sistema de control en vez del mando clásico, llegando a ser un juego notable con este modo de control.

## Juego

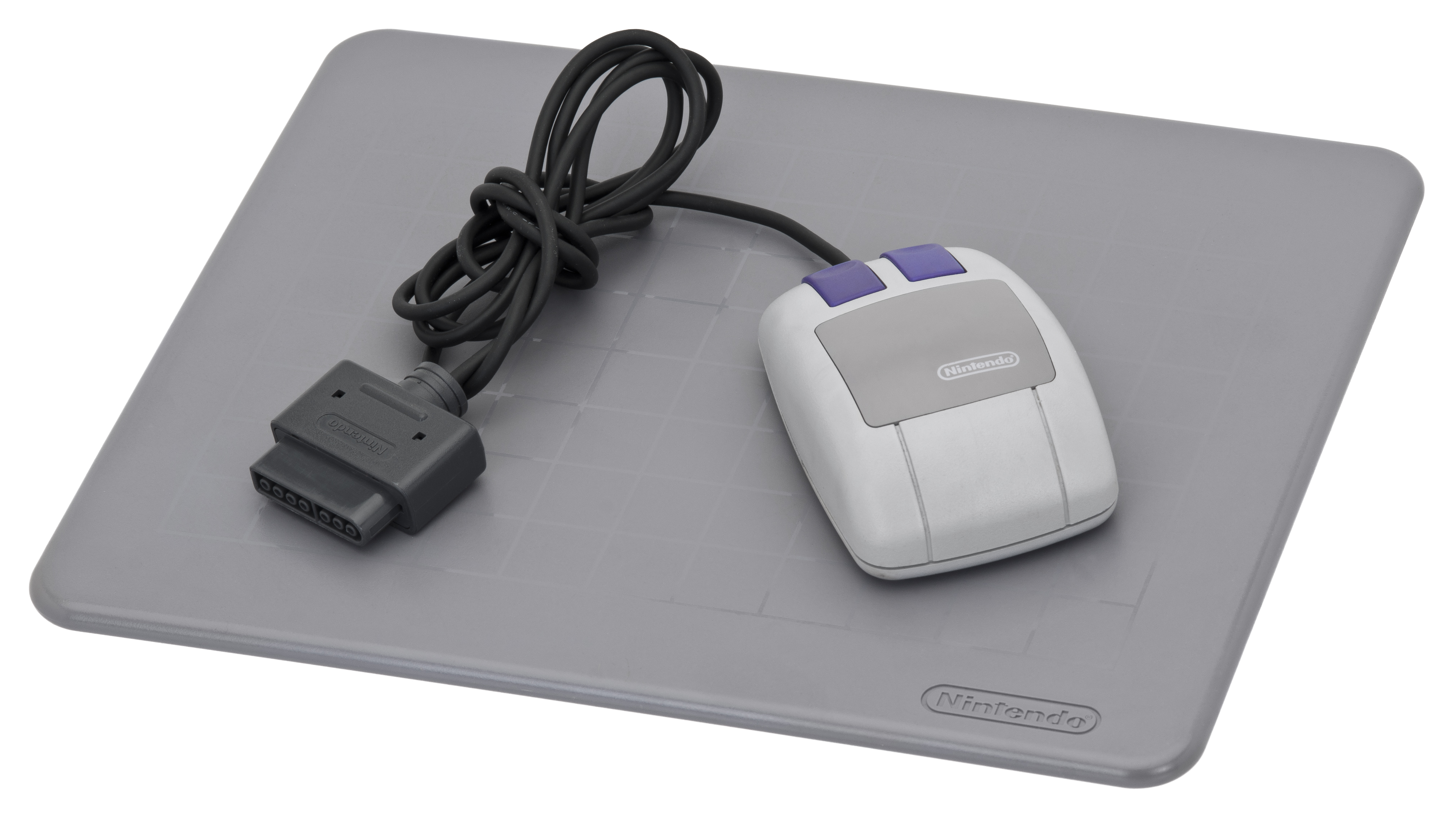
Un ratón y una alfombrilla de ratión del Super Nintendo norteamericano, los cuales venían incluidos en Super Mario Paint.

La premisa del juego es que Wario ha cubierto la cabeza de Mario con diversos objetos impidiéndole ver el camino, teniendo el jugador que guiarle para así evitar los distintos obstáculos y llevárle por un camino seguro. El jugador, con el ratón de Super Famicom (SNES), maneja a una pequeña hada llamada Wanda. Utilizando el ratón, Wanda puede realizar diversas funciones, tales como dañar a los enemigos, hacer que Mario cambie de dirección o influir en otros aspectos del entorno con el objetivo de orientar el movimiento continuo de Mario a Luigi, quien le puede quitar los respectivos objetos de la cabeza. Al final de cada mundo Wanda se bate en duelo con Wario, quien está continuamente volando por el cielo en su avión. Otros personajes que pueden ser guiados además de Mario son la Princesa Peach y Yoshi, aunque la única diferencia entre los tres es la velocidad en que caminan, siendo Peach el personaje más lento, Mario el personaje medio y Yoshi el más rápido de los tres. No obstante, cuanto más rápido es el personaje más difícil es maniobrar con él y con el entorno que le rodea.